# Ottorino Volonterio

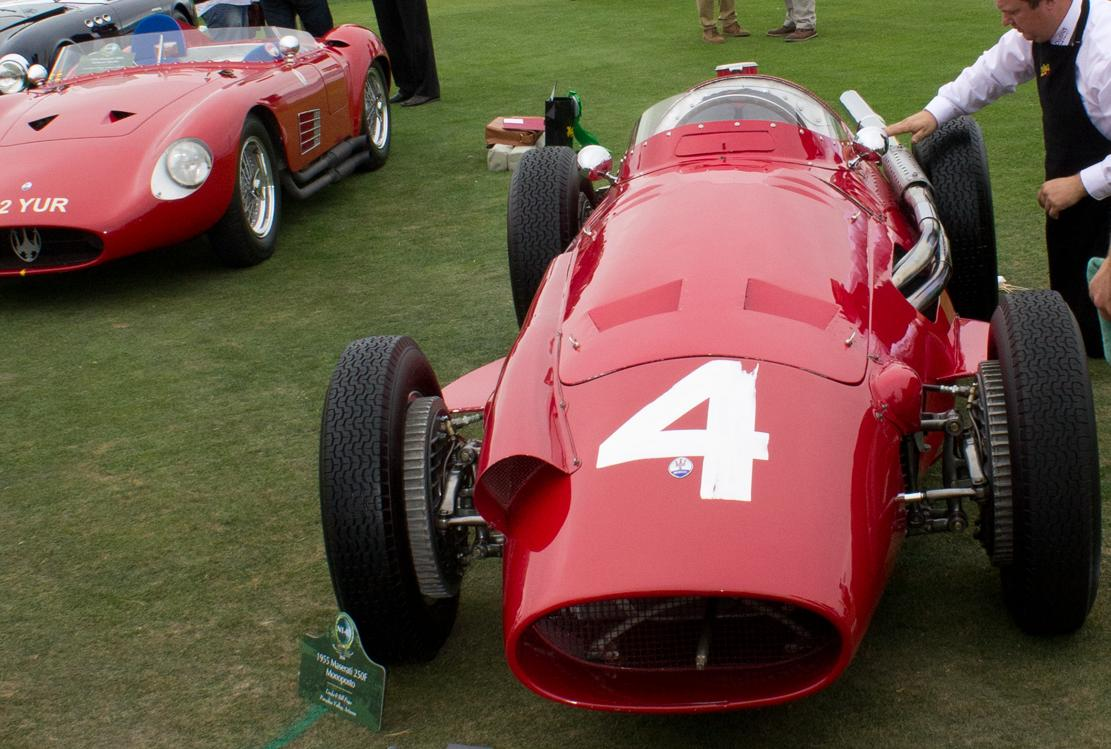
Maserati 250F, propietat de Volonterino.

 Ottorino Volonterio  va ser un pilot de curses automobilístiques suís que va arribar a disputar curses de Fórmula 1.
Ottorino Volonterio va néixer el 7 de desembre del 1917 a Orselina, Locarno, Suïssa i va morir el 10 de març del 2003 a Lugano, Suïssa.

## A la F1
Va debutar a l'última cursa de la temporada 1954 (la cinquena temporada de la història) del campionat del món de la Fórmula 1, disputant el 5 de setembre del 1954 el GP d'Espanya al Circuit de Pedralbes.
Ottorino Volonterio va participar en un total de tres curses puntuables pel campionat de la F1, disputant-les a tres temporades diferents (temporada 1954, 1956 i 1957).

## Resultats a la Fórmula 1
| Any  | Equip                | Xassís   | Motor    | 1   | 2   | 3   | 4   | 5     | 6   | 7       | 8       | 9        | Posició | Punts |
| ---- | -------------------- | -------- | -------- | --- | --- | --- | --- | ----- | --- | ------- | ------- | -------- | ------- | ----- |
| 1954 | Baron de Graffenried | Maserati | Maserati | ARG | 500 | BEL | FRA | GBR   | ALE | SUI     | ITA     | ESP Ret* | -       | 0     |
| 1956 | Ottorino Volonterio  | Maserati | Maserati | ARG | MON | 500 | BEL | FRA   | GBR | ALE Ret | ITA     |          | -       | 0     |
| 1957 | Ottorino Volonterio  | Maserati | Maserati | ARG | MON | 500 | FRA | GBR 5 | ALE | PES     | ITA 11* |          | -       | 0     |

(*) Cotxe compartit.

### Resum
| Curses: | Victòries: | Pòdiums: | Poles: | Voltes ràpides: | Punts: |
| ------- | ---------- | -------- | ------ | --------------- | ------ |
| 3       | 0          | 0        | 0      | 0               | 0      |